# Empresa Funerària Municipal de Palma
L'Empresa Funerària Municipal (EFM) és la societat pública encarregada de gestionar els serveis funeraris de l'Ajuntament de Palma. Fou creada com a societat anònima l'any 1986. El 1992 s'hi incorporaren els serveis municipals de cementeris, any en què també l'Ajuntament de Palma es convertí en el propietari del 100% de les accions. El 1997 l'EFM es va fer càrrec, mitjançant un lloguer amb opció de compra passats quinze anys, del tanatori del cementeri de Bon Sossec, a Marratxí.
La primera ubicació de l'EFM, l'any 1947, va ésser al carrer de Rafael Rodríguez Méndez. El 1976 es va situar al carrer de la Vall d'Argent, i el 1991, a Son Pacs. El 2003 s'inauguraren les noves instal·lacions de Son Valentí, i tots els serveis administratius funeraris i de cementiri de l'EFM es traslladaren al nou edifici de serveis.